# Aeroporto di Malmi
L'aeroporto di Helsinki-Malmi (in finlandese Helsinki-Malmin lentoasema) è un aeroporto ubicato nella città finlandese di Helsinki, nel quartiere di Malmi circa 10 chilometri a nord-est dal centro della città. Considerando il numero di partenze e decolli, è il secondo aeroporto più trafficato della capitale finlandese.
Per lungo periodo, la Città di Helsinki ha studiato dei piani per chiudere la struttura aeroportuale e usare l'area per la costruzione di una zona residenziale. Tuttavia, la chiusura dell'aeroporto è sempre stata un tema controverso, e il suo futuro attuale resta incerto, salvo la destinazione ai voli da turismo.

## Storia
Fino all'apertura dell'aeroporto di Helsinki-Vantaa avvenuta nel 1952, era l'aeroporto più importante della città e di tutta la Finlandia. Oggi è utilizzato attivamente in voli di aviazione civile generale. L'aeroporto fu operativo per la prima volta nel dicembre del 1936.